# TortoiseGit
TortoiseGit ist eine freie grafische Benutzeroberfläche für die Versionsverwaltungs-Software Git unter Windows. Es steht unter der GNU General Public License.
TortoiseGit ist als Shell-Erweiterung implementiert, es integriert sich in den Windows-Explorer und ist daher unabhängig von einer Integrierten Entwicklungsumgebung verwendbar. Es bietet Overlay-Icons im Explorer, die den Status (z. B. versioniert, unverändert, modifiziert, ignoriert) der Dateien integriert in den bestehenden Icons darstellen. Hauptinteraktion erfolgt über das Kontextmenü, über das diverse Aktionen wie Commit, Push oder Pull ausgeführt und TortoiseGit-Dialoge geöffnet werden können.
Kernaufgaben der Software sind die Versions-, Revisions- und Sourcekontrolle. TortoiseGit basiert technisch auf TortoiseSVN und wurde um Git-spezifische Aspekte erweitert.
Voraussetzung für den Einsatz von TortoiseGit ist ein installiertes Kommandozeilen-Git wie z. B. Git für Windows, GitHub für Windows, Cygwin-Git oder MSYS2-Git.

## Verwandte Tools
- TortoiseSVN, ein Subversion-Client für Microsoft Windows
- TortoiseHg, ein Mercurial-Client für Microsoft Windows, macOS und Linux